# Benicio del Toro
Benicio Monserrate Rafael del Toro Sánchez, portoriški filmski igralec in filmski producent, * 19. februar 1967.
Med nagradami, ki jih je osvojil, so najpomembnejše:
- oskar, zlati globus in nagrado BAFTA za vlogo Javierja Rodrígueza v filmu Traffic (2000)

## Najpomembnejši filmi
- The Usual Suspects (1995)
- Fear and Loathing in Las Vegas (1998)
- Snatch (2000)
- Traffic (2000)
- 21 gramov (2003)
- Sin City (2005)
- Che (2008)